# Robert Gadocha
Robert Gadocha (Krakkó, 1946. január 10. –), lengyel válogatott labdarúgó.
A lengyel válogatott tagjaként részt vett az 1974-es világbajnokságon, illetve az 1972. évi nyári olimpiai játékokon.

## Sikerei, díjai
Legia Warszawa
- Lengyel bajnok (3): 1968–69, 1969–70, 1972–73
- Lengyel kupa (1): 1973

Nantes
- Francia bajnok (1): 1976–77

Lengyelország
- Világbajnoki bronzérmes (1): 1974
- Olimpiai bajnok (1): 1972